# Conigephyra atrisquamata
Conigephyra atrisquamata är en fjärilsart som beskrevs av George Francis Hampson 1910. Conigephyra atrisquamata ingår i släktet Conigephyra och familjen tofsspinnare. Inga underarter finns listade i Catalogue of Life.